# Scarpata continentale dell'Arcipelago Toscano
Scarpata continentale dell'Arcipelago Toscano este o arie protejată (arie specială de conservare — SAC, sit de importanță comunitară — SCI) din Italia întinsă pe o suprafață de 473 ha, integral marine.

## Localizare
Centrul sitului Scarpata continentale dell'Arcipelago Toscano este situat la coordonatele 43°13′27″N 9°36′30″E / 43.224303°N 9.608333°E.

## Înființare
Situl Scarpata continentale dell'Arcipelago Toscano a fost declarat sit de importanță comunitară în octombrie 2011 pentru a proteja un număr necunoscut de specii din flora spontană și fauna sălbatică aflate în arealul zonei. Situl a fost protejat și ca arie specială de conservare în mai 2016.

## Biodiversitate
Situată în ecoregiunea mediteraneană, aria protejată conține 1 habitat natural: Recifuri.
La baza desemnării sitului se află un număr nedeclarat de specii protejate:
Pe lângă speciile protejate, pe teritoriul sitului au mai fost identificate 9 specii de nevertebrate.